# San Juanito, Querétaro Arteaga
San Juanito är en ort i Mexiko.   Den ligger i kommunen Landa de Matamoros och delstaten Querétaro Arteaga, i den centrala delen av landet, 200 km norr om huvudstaden Mexico City. San Juanito ligger 1 356 meter över havet och antalet invånare är 167.
Terrängen runt San Juanito är bergig åt sydost, men åt nordväst är den kuperad. Runt San Juanito är det ganska glesbefolkat, med 42 invånare per kvadratkilometer. Närmaste större samhälle är El Humo, 3,1 km norr om San Juanito. I omgivningarna runt San Juanito växer huvudsakligen savannskog.